# Búhos de la Universidad de Sonora FC
Los Búhos de la Universidad de Sonora Fútbol Club fue un club de fútbol profesional mexicano, que tuvo como sede la ciudad de Hermosillo en el estado de Sonora. Participando en el Grupo XVII de la Tercera División de México.

## Historia

### La Fundación
En el año 2004, Próspero Barboza Ochoa, Martín Trujillo Camacho, Alfonso y Álvaro Santacruz Pujol, Gilberto Cota Munguía y Alberto Arellano Chávez, fundaron legalmente el Club de Fútbol Búhos de Hermosillo, AC. Ese mismo año el club empieza a participar en la Tercera división mexicana, cuando esta decide realizar una liga de promoción en los estados de Sonora y Sinaloa, la ya extinta "Promocional Pacífico".
Esa primera liga estuvo conformada por los equipos Azucareros de Los Mochis, Dorados de Culiacán, Garbanceros de Guamúchil, Huevo León de Navojoa, Saguaros de Cd. Obregón, 9 de octubre, y los Búhos que junto con los Diablos de Hermosillo fueron los equipos que representaron a la ciudad capital del estado de Sonora en ese primer torneo de promocionales, el Clausura 2004.
El primer equipo se integró con jugadores que en los años 2002 y 2003 obtuvieron el Campeonato Nacional de la Olimpiada Juvenil y el Torneo "Benito Juárez"; mientras que Enrique Ferreira Ramírez se encargó de la Dirección Técnica.

### Tercera División, Promocional
El éxito fue inmediato, el equipo llegaría a la final de ese primer torneo enfrentándose en última instancia a los que en ese entonces se convertirían en sus máximos rivales, los Diablos de Hermosillo. Esa primera final, la del Clausura 2004, se la llevarían los Diablos por marcador global de 3-2.
El primer título no tardaría en llegar. Al siguiente torneo los Búhos se coronaría campeones del Apertura 2004 del Torneo Promocionales de la Tercera división mexicana, apenas en su primer año de vida.
Búhos llegó a la Gran Final, dejando en el camino en la fase semifinal a Diablos de Hermosillo.
Ahora su rival en turno era Garbanceros de Guamúchil.
El partido de “ida” resultó en un apretado empate a dos goles. El partido de “vuelta” se llevó a cabo ya en el Estadio Héroe de Nacozari, concluyeron con empate a dos goles.  El marcador global de 4–4 mandaba a tiempos extras la decisión final. Un gol de Francisco Javier "Jicamita" Acuña en los tiempos extras vino a hacer la diferencia y de paso posible la obtención del ansiado gallardete.
El título se repetiría el siguiente torneo, logrando así el bicampeonato en el Clausura 2005.
Ahora la final sería contra Dorados de Sinaloa, el partido de “ida” se llevó a cabo en la capital sinaloense, ahí el marcador fue favorable para Búhos, se ganó 2–1. El de “vuelta” se jugó en el “Castro Servin”, el resultado fue de empate a 1 gol, y entonces el “global” quedaba 3-2. Esto daba a Búhos su segundo campeonato.

### Tercera División, El Ascenso
Debido al éxito inmediato que tuvo la Liga Promocional de Sonora, la Tercera División decide incluir a los equipos hermosillenses en el Torneo regular. Es así, que a partir del Apertura 2005 los Búhos empezaron a jugar en la Tercera división mexicana de manera oficial en torneo regular con posibilidad de ascenso.
En su primera temporada, fueron colocados en el Grupo XI, y a la postre fueron ubicados en el XII "Zona Pacífico", donde luchaban contra equipos como los Cachanillas de Mexicali, Diablos Azules de Guasave, Dorados de Sinaloa "B", Generales de Navojoa, Halcones de Tijuana, Héroes de Caborca, Real Magarí y Tigrillos Los Mochis "B" por lograr la cima del grupo.
Lograrían quedar en 1.er lugar de su grupo y como líderes generales de la Tercera División en sus 2 primeras temporadas, el Apertura 2005 y el Clausura 2006, mas no podrían lograr el título ya que caerían en 32avos. de final en las 2 ocasiones. La última de estas a mano de los Cachanillas de Mexicali por marcador global de 5-3.
En el torneo Apertura 2006, con un marcador de 4-0 en el partido de vuelta, el cual se definió en tiempos extras, 4-2 en el global, los Búhos de Hermosillo se coronaron campeones del Torneo de la Tercera División, al derrotar a los Potros de Hierro de Neza, siendo el estadio "Héroe de Nacozari" el lugar donde se celebraría el último juego y donde levantarían el trofeo de campeón.
Con esto los Búhos de Hermosillo, lograron el ascenso a Segunda División, debido a que en Tercera división ascienden los campeones de los 2 torneos que se realizan por año. Por esto, el equipo siguió participando en Tercera división como filial en la campaña Clausura 2007, donde los Búhos quedaron eliminados apenas en la etapa de cuartos de final ante el Monterrey "C" por un marcador global de 2-0.
Pero con su pase a Segunda división ya asegurado.

### Segunda División
En su primera temporada dentro de la Segunda División, Búhos fue ubicado en la Zona Occidente de este circuito. Su primera temporada fue con una actuación de regular a mala, quedando en la posición número 11 de 15 equipos.
El equipo universitario compartió estadio con Guerreros de Hermosillo alrededor de dos torneos, siendo inicialmente preferido por la afición el equipo originalmente hermosillense. Sin embargo, como Guerreros participaba en la Liga de Ascenso de México, la afición empezó a asistir con regularidad a los partidos de la categoría superior, bajando el promedio de asistencia en los cotejos de Búhos, de un promedio de 4000 aficionados, a tan solo 200 fanáticos por partido. 
El 23 de diciembre del 2010, después de una corta reunión entre directivos y dueños de los equipos, el Secretario de la Liga de Ascenso de México, Enrique Bonilla, señaló que el equipo Guerreros de Hermosillo era desafiliado por adeudos al plantel y con la Federación Mexicana de Fútbol, no obstante, el daño a Búhos ya estaba hecho. 
Por lo anterior, el equipo se vio comprometido en serios problemas económicos. Así también, aunado a que el club no pudo jugar en casa durante todo el Torneo Apertura 2010 de la Segunda División de México debido a los arreglos que se realizaban en el Estadio Héroe de Nacozari, la asistencia que se tuvo en el Estadio "Hundido" de Ciudad Obregón fue baja y agravó el problema financiero de la institución.

### Desaparición
Tras los problemas económicos y deportivos en los que se vio inmiscuido el equipo hermosillense durante el año 2010, debido a la falta de apoyo de la afición y de la remodelación del Estadio Héroe de Nacozari durante todo un torneo, el equipo volvió con nuevos aires al Torneo Clausura 2011. Ya para esta temporada el estadio tuvo mejores entradas, sin embargo, no fueron las suficientes para solventar los gastos de Segunda División.
Para el Apertura 2011, en la asamblea celebrada en Cancún se tomó la decisión de reestructurar la División, haciendo cambios radicales en la misma, con los cuales la participación de Búhos se puso en tela de juicio. El 12 de julio, el último día de registro de equipos se dio a conocer la lista definitiva de los 2 grupos de 15 equipos cada uno, donde Búhos de Hermosillo no figuraba, confirmando así la desaparición del equipo de la Segunda División de México, "prestando" su franquicia a Galeana Morelos F.C.
La directiva del club nunca dio un comunicado oficial.

### Refundación
El 4 de agosto de 2021 se confirmó la participación del equipo Búhos de la Universidad de Sonora Fútbol Club dentro del grupo XVI de la Tercera División de México.
La refundación del equipo ocurrió 10 años después de que se vendiera la franquicia original.
El viernes 24 de septiembre de 2021 el Club regresó a la actividad profesional, empatando 1-1 en el estadio Miguel Castro Servín contra Toros FC CEPROFFA.

### Campeón Universiada Nacional 2023
En mayo y junio de 2023 se desarrolló la Universiada Nacional 2023, misma que fue la XXV edición del evento. 
Por primera vez desde la fundación de la competencia en 1997, el anfitrión fue la Universidad de Sonora. Por lo tanto, los Búhos fueron locales.
El 4 de junio de 2023 se disputó la final de la rama varonil de fútbol en el Estadio Miguel Castro Servín de la Universidad de Sonora. El resultado de la final fue de 1-0 a favor de la escuadra sonorense, venciendo a su similar de Universidad Panamericana Aguascalientes.
La localía fue aprovechada y por primera vez en su historia la Universidad de Sonora resultó campeona nacional.

### Una nueva desaparición
El día 2 de junio de 2025 los medios locales de la ciudad de Hermosillo y las páginas oficiales del club Soles de Sonora anunciaron la llegada del equipo que originalmente participa en la Major Arena Soccer League, a la Tercera División de México. Al ser Rogelio Cota dueño de Búhos y de Soles, solo decidió unificar la marca y absorber el proyecto de Búhos, consumando una desaparición más para el conjunto universitario.

## Uniforme
|  |  |

## Estadio
El equipo en sus inicios fue local en el estadio Miguel Castro Servín, localizado en las instalaciones de la Universidad de Sonora. 
Después de la desaparición de Coyotes de Sonora, equipo que militó en la Primera 'A', en 2006 el equipo pasó a jugar en el Estadio Héroe de Nacozari. 
Durante el Apertura 2010 tuvieron que disputar todos sus partidos de local en el Estadio "Hundido" del Instituto Tecnológico de Sonora, en Ciudad Obregón, debido a que al Estadio Héroe de Nacozari se le estaba instalando césped artificial. Para el torneo Clausura 2011 el club regresó al Héroe de Nacozari. 
A partir de la temporada 2021-2022 de la Tercera División el equipo volvió a sus raíces, el estadio universitario "Miguel Castro Servín".

## Canteranos Destacados
- Francisco Acuña.
- Jesús Molina.

## Campeones de Goleo
- César Contreras: 10 goles (Clausura 2005, 3.ª Div. Gpo. Promocional)
- César Contreras: 12 goles (Apertura 2005, 3.ª Div. Ascenso)
- César Contreras: 10 goles (Clausura 2006, 3.ª Div.)

## Entrenadores

### Equipo Técnico 2021-22
- Entrenador:
  -  Manuel Guerra

### Antiguos Técnicos
- Enrique Ferreira Ramírez (Clausura 2004 - Clausura 2006)
- Julio César Duarte Siqueiros (Clausura 2006 - Apertura 2007)
- Víctor Manuel Márquez Ulloa (Apertura 2007 - Clausura 2008)
- Enrique Ferreira Ramírez (Apertura 2008 - Clausura 2011)

## Palmarés

### Torneos oficiales
| Competición nacional                            | Títulos                      | Subcampeonatos |
| ----------------------------------------------- | ---------------------------- | -------------- |
| Tercera División de México (1/0)                | Apertura 2006                |                |
| Torneo Promocional de la Tercera División (2/1) | Apertura 2004, Clausura 2005 | Clausura 2004  |
| Universiada Nacional (1/0)                      | Universiada XXV 2023         |                |